# فاکتور بافتی
فاکتور بافتی یا فاکتور سه (Tissue factor) یا ترومبوپلاستین ، پروتئینی است که برای انعقاد خون لازم است. این پروتئین در بافت زیراندوتلیوم عروق و گلبولهای سفید یافت میشود.
در چرخه انعقاد خون این پروتئین برای تشکیل ترومبین از پروترومبین ضروری است. فاکتور بافتی( TF )، اصلی‌ترین آغازکننده آبشار انعقادی است.

## مسیر خارجی انعقاد خون
در اثر صدمات جدار عروق ، فاکتور بافتی (tissue factor) وارد سیستم عروقی میشود و در حضور یون کلسیم فاکتور VII را فعال می کند که در نهایت کمپلکس این دو فاکتور موجب فعال شدن فاکتور X می گردد. زمان پروترومبین (PT) تست انتخابی برای ارزیابی این مرحله و فاکتورهای I,II,V.VII.X می باشد.

The coagulation cascade.

## نگارخانه

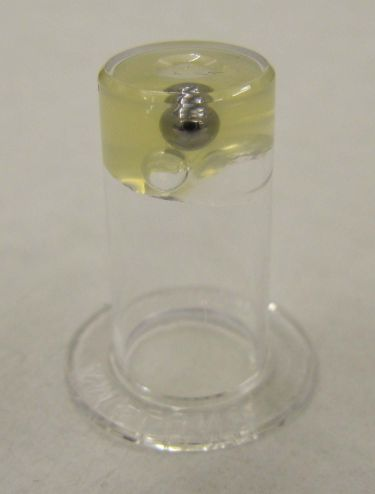